# Dasytes
Dasytes es un género de escarabajos. Está colocado en la familia Melyridae, subfamilia Dasytinae, mientras que otros tratan a esta subfamilia como si fuera una familia, Dasytidae.
D. plumbeus es un escarabajo muy común en las flores en Alemania, donde se alimenta de polen. Tiene un tamaño de 3 a 5 mm de largo.

## Especies europeas

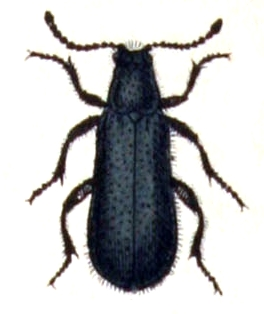
D. caeruleus

| - D. aeneiventris - D. aequalis - D. aeratus - D. albosetosus - D. alpigradus - D. alticola - D. baudii - D. blascoi - D. borealis - D. bourgeoisi - D. brenskei - D. bulgaricus - D. buphtalmus - D. caeruleus - D. calabrus - D. canariensis - D. coerulescens - D. creticus - D. croceipes - D. dispar - D. doderoi - D. dolens - D. erratus - D. flavescens - D. fuscipes - D. fusculus - D. gonocerus - D. graeculus - D. grenieri - D. griseus - D. hickeri - D. incanus - D. inexspectatus - D. israelsoni - D. iteratus - D. korbi - D. lanzarotensis - D. laufferi - D. lombardus - D. longipennis - D. lucanus | - D. marginatus - D. metallicus - D. microps - D. modestus - D. moniliatus - D. monstrosipes - D. montanus - D. montivagus - D. moreli - D. murinus - D. niger - D. nigricornis - D. nigritus - D. nigroaeneus - D. nigrocyaneus - D. nigropilosus - D. nigropunctatus - D. obscurus - D. occiduus - D. oculatus - D. pauperculus - D. plumbeus - D. productus - D. provincialis - D. roberti - D. setosus - D. staudingeri - D. striatulus - D. subacuminatus - D. subaeneus - D. subalpinus - D. subfasciatus - D. tardus - D. terminalis - D. thoracicus - D. timidus - D. torretassoi - D. tristiculus - D. troglavensis - D. variolosus - D. virens |